# 卡夫角 (南喬治亞群島)
卡夫角（英語：Calf Head），是南極洲的海岬，位於南喬治亞群島，處於哈科特角西北面6公里，在1954年由英國南極名稱諮詢委員命名，由英國海外領土管轄。